# 東京都立美原高等学校
東京都立美原高等学校（とうきょうとりつ みはらこうとうがっこう）は、東京都大田区大森東一丁目に所在する都立高等学校。

## 概要
2005年に東京都立南高等学校と東京都立大森東高等学校が統合し、2学期制の単位制高校として誕生した。校舎は旧大森東高校の校舎を改装して使用されている。尚、校名の美原は地元の古い呼称から取られている（ミハラ通り商店街、という商店街も存在する）。
多様な選択科目があり、1年次から2,3年の時間割を考えそれぞれの進路に合わせた授業を受けられる。選択授業は2時間続き(金曜午後は1時間)となっている。

## 沿革
- 1979年（昭和54年） - 前身の東京都立大森東高等学校が開校。
- 2004年（平成16年）3月31日 - 前身の東京都立大森東高等学校が閉校。
- 2005年（平成17年）4月1日 - 東京都立美原高等学校として開校。

## 交通
- 京急線平和島駅 徒歩7分
- 東京モノレール流通センター駅 徒歩12分

## 著名な出身者
- 旧南高校出身者

- 旧大森東高等学校出身者
  - プラム麻里子 - （女子プロレスラー）
  - 松野太紀 - （俳優、声優）
  - 笹島かほる - （声優）
  - 清水貴博 - （元俳優）
  - 原田敏廣 - （画家）
  - 橋口誠 - （GMO NIKKO 取締役会長）

- 美原高等学校出身者
  - 小野瀬康介 - （サッカー選手）
  - 木下康介 - (サッカー選手)